# Jean Bart

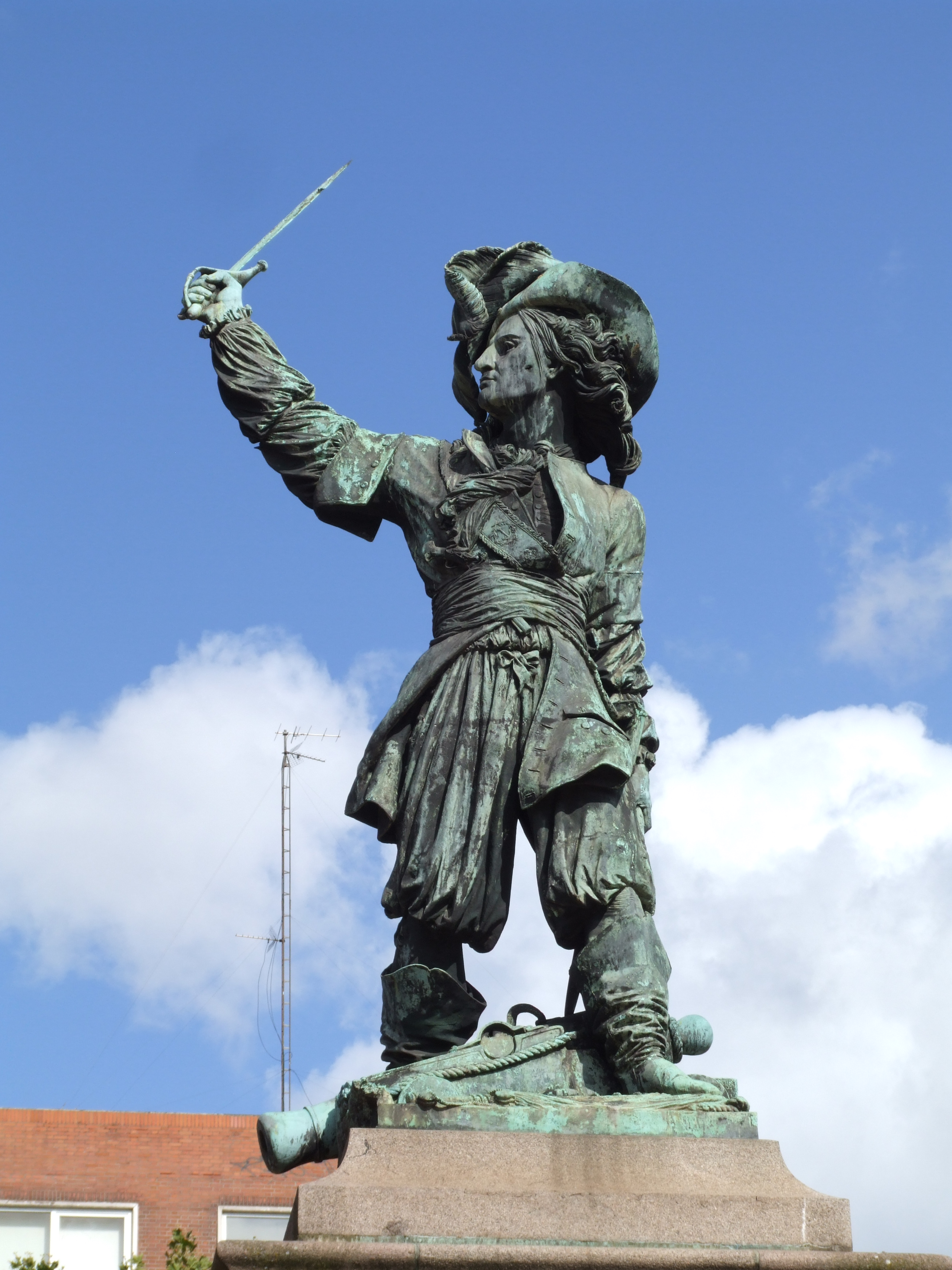
Pomnik Jeana Barta na placu Jeana Barta w Dunkierce. Stworzony przez Davida d'Angers w 1845

Jean Bart (ur. 21 października 1650 w Dunkierce, zm. 27 kwietnia 1702) – francuski admirał pochodzenia holenderskiego (dokładnie flamandzkiego).

## Życiorys
Jean Bart urodził się w Dunkierce jako syn prostego rybaka. Karierę swoją rozpoczął od służby w marynarce holenderskiej, i to pod rozkazami słynnego Michiela de Ruytera. Gdy w 1672 Francja dokonała najazdu na Holandię, co dało początek długotrwałej wojnie Francji z koalicją, Bart wstąpił do francuskiej służby jako dunkierski kaper. Wyróżnił się w trakcie działań floty francuskiej na Morzu Śródziemnym, gdzie tymczasowo pełnił stanowisko odpowiadające stopniowi oficerskiemu, choć ze względu na niskie urodzenie nie mógł dowodzić w marynarce.
Jednak w 1679 dzięki swoim zasługom został porucznikiem. Potem już szybko awansował na kapitana, a następnie do stopnia admirała.
Największe sukcesy odniósł Bart podczas wojny palatynackiej (1688–1697). Początek wojny takich sukcesów nie zapowiadał, gdyż w 1689 Bart razem z Claude de Forbinem przechwyceni zostali przez okręty angielskie i zabrani do Plymouth. Po trzech dniach udało mu się uciec do Bretanii na łodzi wiosłowej wraz z 20 innymi marynarzami.
W 1691 prześliznął się przez blokadę Dunkierki, sterroryzował nieprzyjacielską flotę handlową, następnie dotarł do szkockich wybrzeży, gdzie spalił zamek i 4 wioski. Przedłużająca się wojna dawała się Francji coraz bardziej we znaki, a największym problemem był narastający brak żywności. Z tego powodu zwycięstwo eskadry Barta nad Holendrami w 1694 w bitwie pod Texel i dzięki temu uratowanie konwoju 120 statków wiozących zboże z Rzeczypospolitej miało wówczas dla Francji ogromne znaczenie. Ludwik XIV nagrodził Barta nadając mu tytuł szlachecki.
W 1696 ponownie pobił Holendrów na ławicy Dogger Bank, niszcząc 25 statków z konwoju liczącego 112 statków handlowych. Zawarty rok później, kończący wojnę palatynacką pokój w Rijswijk, był jednocześnie końcem aktywnej służby Barta.
W 1697 na czele eskadry 6 okrętów francuskich przywiózł polskiego elekta księcia Conti na redę portu w Gdańsku.

## Rodzina
Jean Bart, 3 lutego 1676 poślubił 16-letnią Nicole Gontier. W 6 lat później (w 1682) Nicole zmarła. Miał z nią czwórkę dzieci, z których najstarszy syn François-Cornil (17 czerwca 1676 - ?) został w przyszłości wiceadmirałem. 13 października 1689 poślubił Jacobę Tugghe, z którą miał dziesięcioro dzieci.
Jean Bart zmarł na zapalenie opłucnej i pochowany został na cmentarzu Eglise Saint-Eloi w Dunkierce.